# 姜再冬
姜再冬（1970年2月—），男，中华人民共和国外交官，曾任中华人民共和国驻老挝人民民主共和国特命全权大使，现任中华人民共和国驻巴基斯坦伊斯兰共和国特命全权大使。

## 生平
1992年，进入中华人民共和国外交部工作，先后在外交部亚洲司、驻越南大使馆任职。2010年，任驻越南大使馆参赞。2014年，任外交部亚洲司副司级干部。同年，任外交部亚洲司参赞。2017年，升任外交部亚洲司副司长。2018年10月，出任中华人民共和国驻老挝大使。2023年8月，自驻老挝大使离任。9月，出任中华人民共和国驻巴基斯坦大使。

## 家庭
已婚，有一女。